# Crísamo
Crísamo, Crisamis o Krisamis (Griego antiguo: Κρίσαμις) en la mitología griega era un rey mítico de Cos, de cuya familia procedía el médico de la antigüedad Hipócrates.
También con el mismo nombre era un rico ganadero de Cos, que acabó matando una enorme anguila (dragón de mar) que salía del mar cada año y le arrebataba las ovejas más hermosas de sus rebaños, que luego abandonaba en la playa. Más tarde, mientras dormía, se le apareció en un sueño la anguila, que le rogó que la enterrara. Crísamo no escuchó su petición. Poco después, él y toda su familia desaparecieron.
Claramente, esta historia insta al respeto por los muertos, sean quienes sean, incluso los seres hostiles.

## Literatura antigua
Esta antigua tradición del rico criador de ganado se convirtió en una fuente de inspiración para que algún poeta de Cos de la era helenística  escribiera sobre ello. Virgilio pudo haberse inspirado por ese poema, quien parodió el conocido poema "Culex" en el que un mosquito matado por un pastor se le aparecía en su sueño y le rogaba que le diera un entierro.
- Datos: Q3697278